# Vasile Alecsandri
Vasile Alecsandri (w polskojęzycznych publikacjach także jako Bazyli Alecsandri, ur. 14 czerwca 1818 lub 1 lipca 1821 w Bakowie, zm. 22 sierpnia 1890 w Mircești) – rumuński poeta, dramaturg, nowelista, zbieracz folkloru, polityk i dyplomata, jeden z założycieli Akademii Rumuńskiej, twórca teatru rumuńskiego, dyrektor Teatru Narodowego w Jassach, jedna z ważniejszych postaci życia kulturalnego i politycznego dziewiętnastowiecznej Mołdawii, a później (po zjednoczeniu Księstw Naddunajskich w 1859 r.) także Rumunii.
Ze względu na znaczny dorobek literacki, nowatorstwo i oryginalność, Alecsandri uznawany bywa za twórcę nowoczesnej literatury rumuńskiej, zaś okres między latami 1840 a 1870, przypadający na czas najintensywniejszej działalności twórczej pisarza, nazywany jest „epoką Alecsandriego”. Jego twórczość jest zróżnicowana tematycznie i gatunkowo i obejmuje utwory liryczne (w tym m.in. dawny, nieoficjalny hymn Rumunii w okresie zjednoczenia Mołdawii i Wołoszczyzny Hora Unirii oraz utwór Trăiască Regele, który był oficjalnym hymnem Rumunii w latach 1881–1947), dzieła dramatyczne, publicystykę, opowiadania i nowele, zapiski z podróży, sprawozdania z misji dyplomatycznych, obfitą korespondencję (prowadzoną m.in. z Aleksandrem J. Cuzą czy Mihailem Kogălniceanu), jak również jedną, niedokończoną powieść (Dridri z 1873 r.). Zasługą Alecsandriego, jako twórcy romantycznego, jest wprowadzenie do rumuńskiej literatury pisanej ludowej twórczości poetyckiej (jego dziełem jest m.in. oparta na motywach ludowych ballada Miorița), jak również stworzenie, niemal od podstaw, rumuńskiego teatru.

## Życie

### Wczesne lata
Alecsandri pochodził z bogatej rodziny mołdawskich bojarów. Jego ojciec, Vasile Alexandri, prowadził handel zbożem i zajmował wysokie stanowiska w administracji mołdawskiej. Matka, Elena Cozoni, wywodziła się z rodziny zromanizowanych Greków. Dokładna data urodzin poety jest przedmiotem kontrowersji, ponieważ sam Alecsandri podawał różne daty. Część opracowań podaje rok 1821, w innych podana jest data wcześniejsza: rok 1819, lub nawet 1818. Nauczycielem przyszłego poety był mnich Gherman Vida, uczeń Gheorghe Șincaia, działacza rumuńskiego odrodzenia narodowego. W 1828 r. rodzina Alecsandri przeprowadziła się do Mircești w pobliżu Jass, wtedy też młody Vasile podjął naukę w Jassach, w gimnazjum prowadzonym przez Francuza Victora Cuenima.

### Młodość
W 1834 (lub 1835) Alecsandri wyjechał na studia do Paryża, gdzie zgłębiał medycynę oraz prawo. Obracał się wówczas w środowisku młodzieży mołdawskiej, podobnie jak on podejmującej edukację we Francji. Do grupy tej należał przyszły książę zjednoczonej Rumunii,
Aleksander Jan Cuza, a także Mihail Kogălniceanu, Nicolae Crețulescu i Ion Negulici. Mieszkali oni wówczas razem, u Greka z Chios, który był ich wychowawcą, a zawarte wówczas przyjaźnie okazały się trwałe. Ten pierwszy pobyt we Francji mocno odcisnął się na osobowości i poglądach Alecsandriego. Zetknąwszy się podczas pobytu w Paryżu z hasłami wolności, równości i braterstwa, Alecsandri przyjął je jak swoje, co wyraziło się m.in. w bardzo ostrej ocenie stosunków panujących w ojczystej Mołdawii oraz wpłynęło na jego zaangażowanie na rzecz liberalnych przemian. Podczas pobytu na studiach Alecsandri odbył również podróż do Włoch, której efektem było m.in. opowiadanie, zatytułowane Buchetiera de la Florența (Kwiaciarka z Florencji).
Alecsandri do Mołdawii wrócił w 1839 r. Został współzałożycielem pisma literacko-społecznego Dacia literară, którego trzy numery pod redakcją Kogălniceanu ukazały się między styczniem a czerwcem 1840 r. Pismo miało profil artystyczno-społeczny, stawiało sobie za cel rozwój literatury rumuńskiej w oparciu o rodzimy folklor, dzieje oraz współczesność kraju. Napisany przez Mihaila Kogălniceanu artykuł programowy pisma stawiał sobie za cel wspólny język i wspólną literaturę dla wszystkich Rumunów. Manifest ten, postulujący działania na rzecz jedności kulturalnej Rumunów, jak i samo pismo Dacia literară, był ważnym etapem procesu zmierzającego do zjednoczenia ziem rumuńskich (Mołdawii, Wołoszczyzny i Siedmiogrodu), a w proces ten Alecsandri zaangażował się w kolejnych latach bardzo mocno. Trzeci i ostatni numer pisma zawierał m.in. opowiadanie Alecsandriego Buchetiera de la Florența, będące jego literackim debiutem. Ze względu na interwencję cenzury, wydawanie pisma zostało zawieszone w połowie 1840 r.
Środowisko skupione wokół pisma nie zakończyło jednak działalności. Alecsandri wraz z Mihailem Kogălniceanu i Constantinem Negruzzim utworzyli w 1840 r. w Jassach teatr (dziś Teatr Narodowy), będący pierwszą na ziemiach rumuńskich próbą stworzenia trwałej instytucji teatralnej. Na potrzeby sceny Alecsandri zaczął pisać utwory dramatyczne: w listopadzie 1840 r. teatr wystawił napisaną przez Alecsandriego komedię Farmazonul din Hârlău, natomiast w lutym 1841 r. kolejną, zatytułowaną Cinovnicul și modista. Obydwie komedie, będące przeróbkami oryginalnych dramatów francuskich, pozostały w rękopisie i nie zachowały się do dzisiaj. Z pracy w teatrze w Jassach Alecsandri zrezygnował w 1842 r., niemniej jednak do pisania sztuk teatralnych wracał w późniejszych latach często.

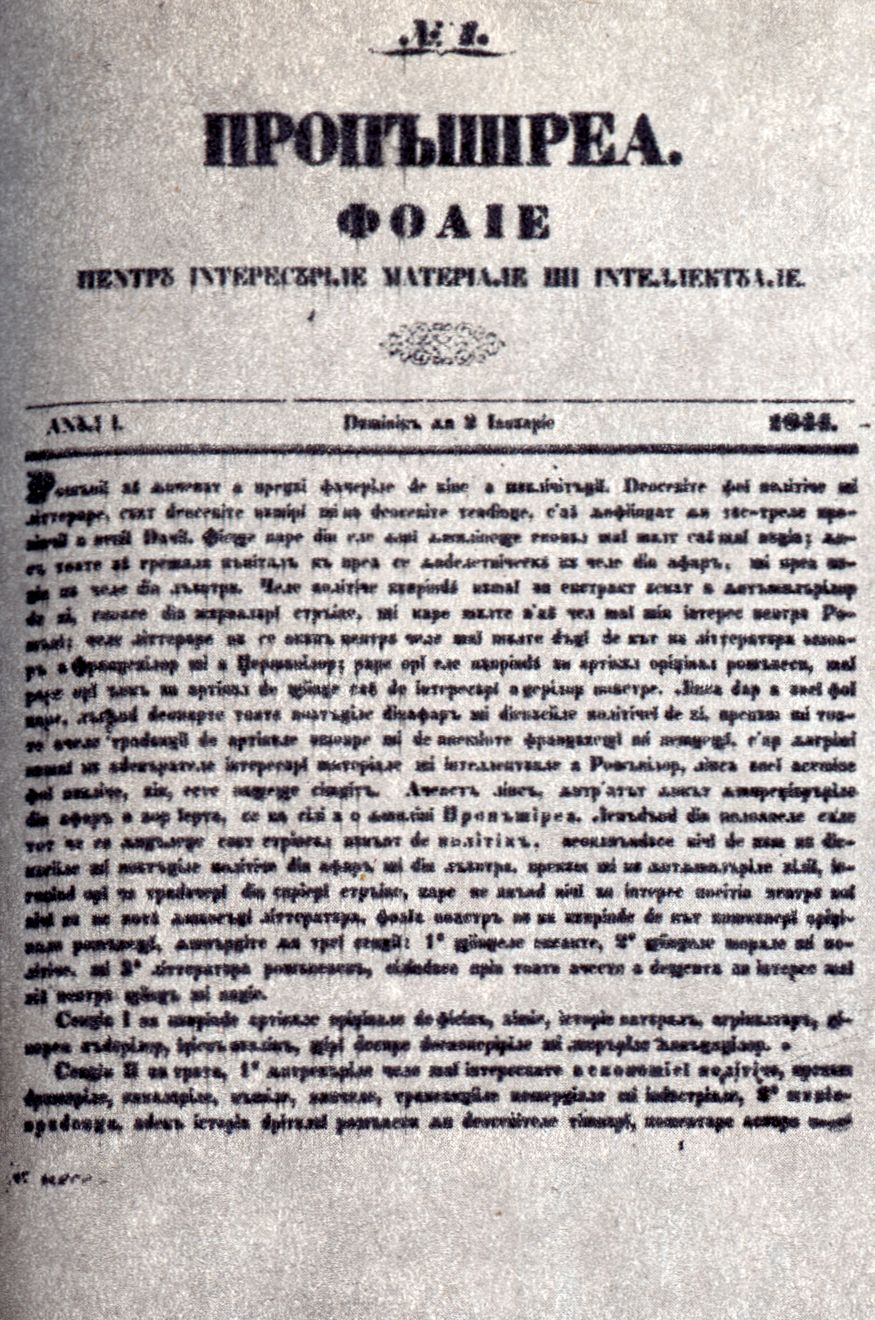
Pierwszy numer pisma Propășirea z 2 stycznia 1844 r.

Na ten sam rok (1842) przypada początek zmiany estetycznej w światopoglądzie Alecsandriego. Odbył on wówczas wraz z trójką przyjaciół wyprawę w góry mołdawskie. Podczas przypadkowego spotkania z mołdawskimi chłopami zetknął się z rodzimą twórczością ludową, która wywarła na nim ogromne wrażenie. Zaczął wówczas tworzyć utwory liryczne inspirowane tematycznie i formalnie wzorcami ludowymi, które kilka lat później zebrał i wydał drukiem w zbiorku Doine și lăcrimioare. Literacki opis tej przełomowej podróży w góry został przedstawiony w szkicu O primblare la munți (1844).
W 1844 r. Alecsandri zaangażował się w wydawanie tygodnika kulturalnego Propășirea (Postęp), podejmującego program pisma Dacia literară. Pismo Propășirea, redagowane przez Kogălniceanu, niemal od samego początku miało kłopoty z cenzurą. Efektem interwencji cenzury był np. nakaz zmiany tytułu, który został uznany za zbyt rewolucyjny. Redakcja zdecydowała o usunięciu tytułu i pozostawieniu na stronie tytułowej pustego miejsca, w wyniku czego tytułem pisma był jego podtytuł, Foaie științifică și literară (Pismo naukowo-literackie). Ostatecznie pismo ukazywało się przez dziesięć miesięcy, od 9 stycznia, do 29 października 1844 r., a następnie zostało zamknięte na polecenia hospodara Michała Sturdzy. Na łamach pisma Alecsandri publikował m.in. utwory poetyckie inspirowane poezją ludową, jak również krótkie formy prozatorskie (nowele i opowiadania).

### Wiosna Ludów

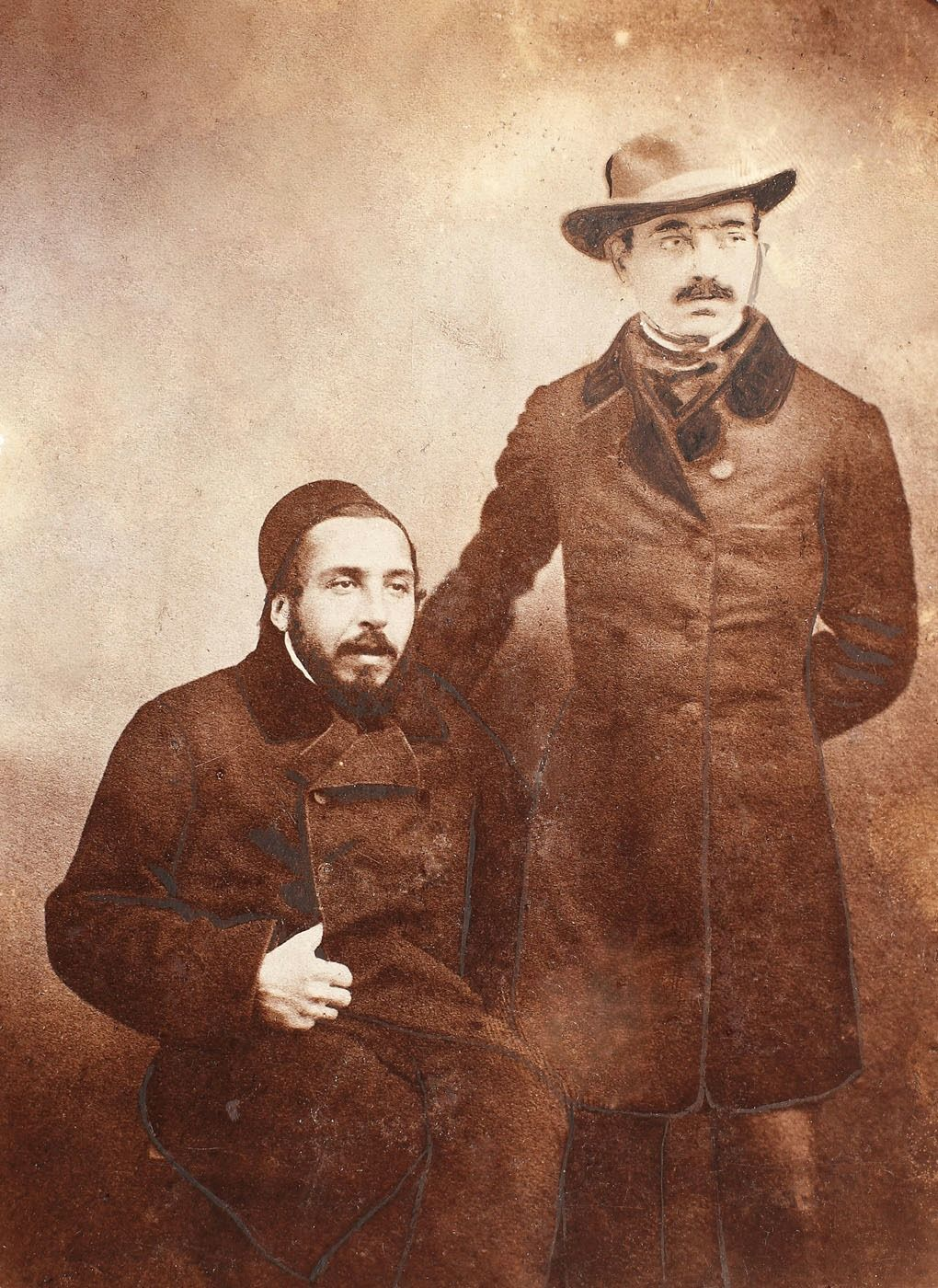
Vasile Alecsandri (po prawej) i Ion Ghica w Stambule w 1855 r.

W 1848 r. echa Wiosny Ludów dotarły także do Mołdawii. Przejawem niepokojów były manifestacje i protesty uliczne, których uczestnicy domagali się liberalizacji i przemian politycznych. Alecsandri, obok Aleksandra J. Cuzy i Zaharii Moldovanu, był jednym z przywódców rewolucyjnych wystąpień. 27 marca grupa opozycjonistów pod przewodnictwem Grigore Cuzy zebrała się w Jassach w hotelu „Petersburg”, gdzie uczestnicy wzywali do przeprowadzenia reform. Alecsandri zredagował wówczas była petycję, wystosowaną następnie do mołdawskiego hospodara Michała Sturdzy i zawierającą ujęte w 35 punktach postulaty zmian politycznych i ekonomicznych. Petycja podnosiła m.in. sprawy swobód obywatelskich, potrzeby stworzenia gwardii narodowej, przeprowadzenia nowych wyborów oraz poprawy sytuacji chłopstwa mołdawskiego. Reakcją Sturdzy były represje, w wyniku których przywódcy opozycji zmuszeni zostali do opuszczenia kraju. Na przymusową emigrację udał się również Alecsandri, wyjeżdżając przez Siedmiogród i Niemcy do Paryża. Pod koniec września 1848 r. Sturdza ogłosił jednak amnestię dla emigrantów politycznych, zezwalając im na powrót do kraju. Postawił natomiast ciężkie warunki, które stanowiły, iż opozycjoniści wyrzekną się działalności politycznej, zrezygnują z prawa do wyjazdu i prowadzenia korespondencji oraz pozostaną pod nadzorem władz. Alecsandri, który przebywał wówczas w Bukowinie, oraz inni emigranci z kręgu opozycjonistów odrzucili ofertę Sturdzy, argumentując, iż nie popełnili przestępstwa. Możliwość powrotu do kraju Alecsandri zyskał dopiero po ustąpieniu Sturdzy z tronu w połowie 1849 r.

### Lata 50. XIX w.
Po powrocie do kraju w grudniu 1849 r. aktywnie brał udział w życiu politycznym księstwa, jako zdeklarowany zwolennik unii obydwu państw rumuńskich (Mołdawii i Wołoszczyzny). Kwestii zjednoczenia Alecsandrii poświęcał wiele uwagi w działalności publicystycznej, był to również jeden z głównych tematów, podejmowanych przez pismo România literară (Literacka Rumunia), które Alecsandri redagował i wydawał w ciągu jedenastu miesięcy 1855 r.
W latach 1852–1853 dużo podróżował. Wyruszając z Paryża, zwiedził południową Francję (m.in. Marsylię), Hiszpanię (Madryt), Gibraltar oraz Afrykę (Tanger). Impresje z podróży opublikował później (1874) w zbiorku Călătorie în Africa, publikowanym na łamach pisma Convorbiri literare.
W 1855 r. poznał Polkę, Paulinę Łukasiewicz (rum. Paulina Lucasievici), która została jego partnerką życiową. Miał z nią córkę Marię (ur. 1857), jednak związek małżeński zawarł z Pauliną dopiero w październiku 1876 r. Za sprawą Pauliny Alecsandri żywił sympatię względem Polaków i sprawy polskiej, przewodniczył m.in. utworzonemu w Jassach po upadku powstania styczniowego komitetowi pomocy Polakom.
Ze względu na swe zasługi i popularność, miał ogromne szanse zostać w styczniu 1859 r. księciem Mołdawii, lecz ze starań o władzę zrezygnował na rzecz Costachego Negri. Ostatecznie księciem mołdawskim, a później także władcą zjednoczonych Księstw Naddunajskich, został Aleksander J. Cuza, którego z Alecsandrim łączyła długoletnia i bliska przyjaźń. Alecsandri został bliskim współpracownikiem księcia, angażując się mocno w aktywność polityczną i dyplomatyczną kraju. Kilkukrotnie pełnił funkcję ministra spraw zagranicznych Mołdawii w okresie poprzedzającym zjednoczenie instytucji centralnych obydwu księstw naddunajskich, co dokonało się w 1862 r. Pełnił funkcje ministra spraw zagranicznych w rządzie Vasile Sturdzy (17 stycznia – 6 marca 1859 r.), w rządzie Iona Ghiki (8 marca – 27 kwietnia 1859 r.) oraz w rządzie Manolache C. Epureanu (27 kwietnia – 10 listopada 1859 r.). W październiku 1859 r. przyjął funkcję ministra spraw zagranicznych Wołoszczyzny w rządzie Nicolae Crețulescu (10-11 października 1859), a następnie Iona Ghiki (11 października 1859 – 28 maja 1860), pełniąc ją przez jakiś czas równolegle z obowiązkami w Mołdawii.
Na polecenie księcia wyjechał w 1859 r. na Zachód, gdzie starał się o poparcie mocarstw dla zjednoczonej Rumunii. W Paryżu życzliwie przyjął go Napoleon III, Alecsandri odwiedził wówczas z misją polityczną także Piemont, Anglię oraz Austrię.

### Mircești
Gdy 28 maja 1860 r. rezydujący w Bukareszcie rząd Iona Ghiki zakończył działalność, Alecsandri wycofał się z czynnej polityki. Powodem jego rezygnacji było rozczarowanie polityką, jej nieskutecznością i demagogią rządu, a także niestabilnością kolejnych gabinetów (w ciągu pierwszych trzech lat rządów Aleksandra J. Cuzy w Mołdawii zmieniło się sześć rządów, na Wołoszczyźnie – dziewięć). Alecsandri osiadł w rodzinnym majątku w Mircești, gdzie mieszkał aż do 1885 r., tj. do czasu, gdy otrzymał nominację na stanowisko ambasadora Rumunii we Francji. Okres spędzony w Mircești był dla Alecsandriego czasem aktywnej działalności twórczej, kulturalnej i naukowej. Pozostając poza polityką, Alecsandri bardzo mocno się wpływem życia politycznego na rozwój kraju interesował. Podjął współpracę z czasopismami kulturalno-literackimi: początkowo z pismem Revista română, wydawanym przez Alexandru Odobescu, później, od 1867 z Convorbiri literare. Był aktywnym członkiem towarzystwa literacko-kulturalno-politycznego Junimea, które wydawało pismo Convorbiri literare. W 1867 r. został członkiem Rumuńskiego Towarzystwa Literackiego, przekształconego w 1879 r. w Akademię Rumuńską.
W latach 1885–1890 pełnił funkcję ambasadora Królestwa Rumunii we Francji.
Zmarł 22 sierpnia 1890 r. po długiej chorobie.